# 公海の世界遺産
公海の世界遺産（こうかいのせかいいさん、英: World Heritage in the High Seas）は、ユネスコと自然遺産の諮問機関である国際自然保護連合（IUCN）が、どこの国にも属さない公海における社会的環境の公共財・環境財としての自然環境や生態系を世界遺産として保護する方策を検討するため立ち上げたプログラムになる。

## 背景
2003年の持続可能な開発に関する世界首脳会議（ヨハネスブルクサミット）において2012年までに国際的な海洋保護区のネットワーク構築が提唱され、2010年のCOP10（第10回生物多様性条約締約国会議）で採択された愛知ターゲットでは2020年までに地球上全海洋面積の10％を海洋保護区にすることを合意。国連の持続可能な開発のための2030アジェンダによる持続可能な開発目標（SDGs）では、「持続可能な開発のために海洋資源を保全し、持続的に利用する」と定めた。
これをうけIUCNは「Global Marine and Polar Programme（世界海洋・極地プログラム）」を立案し、主催する世界自然保護会議で海洋保護区について検討を開始。国際連合環境計画（UNEP）によると海洋保護区は特定の国の領海・排他的経済水域（EEZ）内と公海部を合わせ、2014年時点ではヨーロッパの面積に相当する3％までは達成したが、その後は思うように進展していない現実がある。
ユネスコでは2009年に施行された世界海洋デーを前に、2008年から「World Heritage Marine Programme（世界遺産海洋プログラム）」を始動して「Marine World Heritage（海の世界遺産）」の登録を推進しており、組織内に政府間海洋学委員会を持つこともあり、MAB計画での生物圏保護区（日本語通称：エコパーク）による海洋保護区制定も含め多角的な検討に入ったが、制度的により厳正保護を求める世界遺産での運用が望ましいとの方向性となった。
また、生物多様性条約が制定され自国領海内の深海域における微生物など生物資源の確保は確約されたが、公海深海の権益は確立しておらず、そこへ到達することができる国だけが利益を享受できる格差が生じており（厳密には内陸国にはその機会さえない）、公平を期すための保護が求められ、公海の世界遺産が一役買う可能性を秘めている。

## 候補地

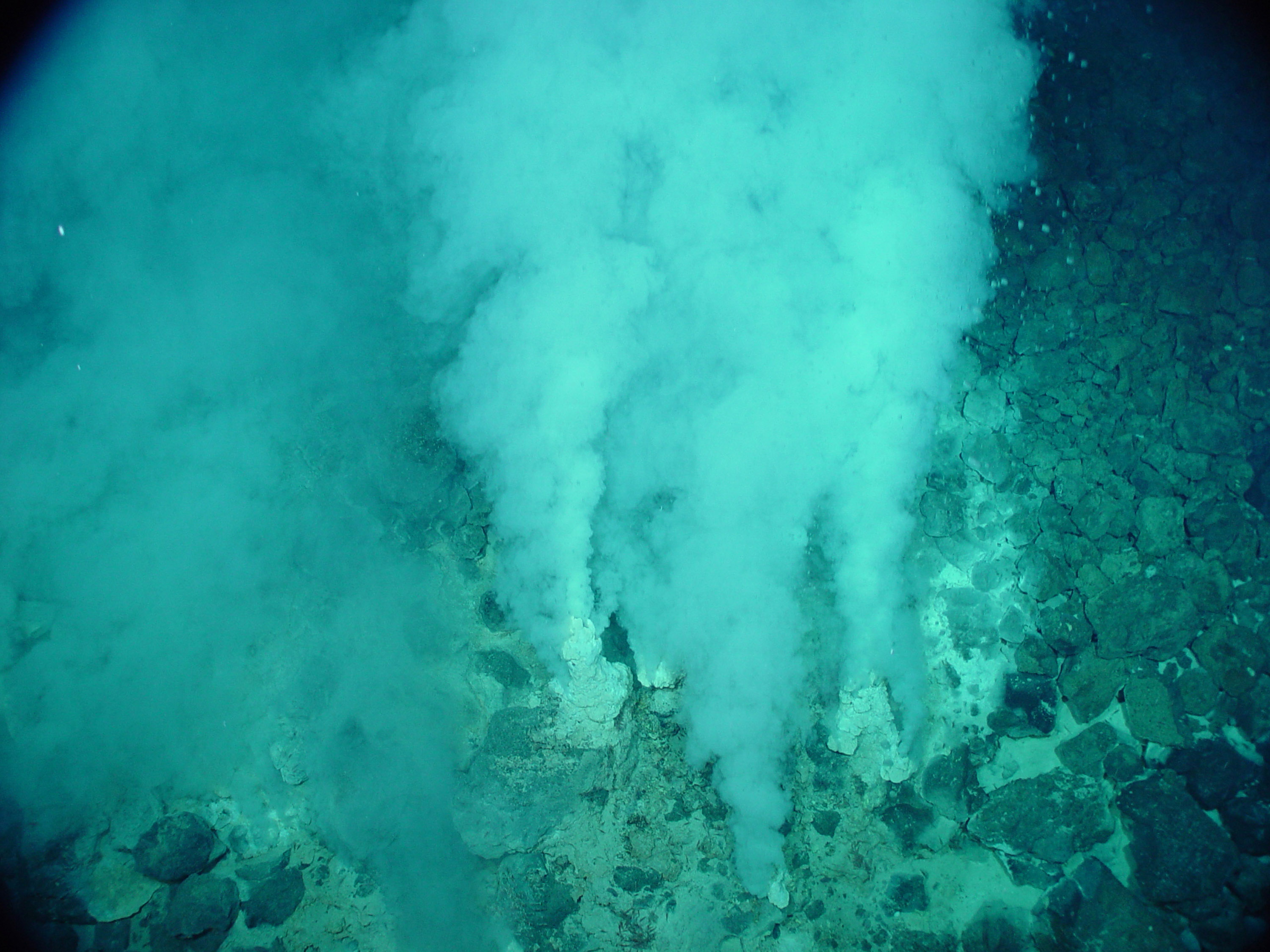
熱水ベント

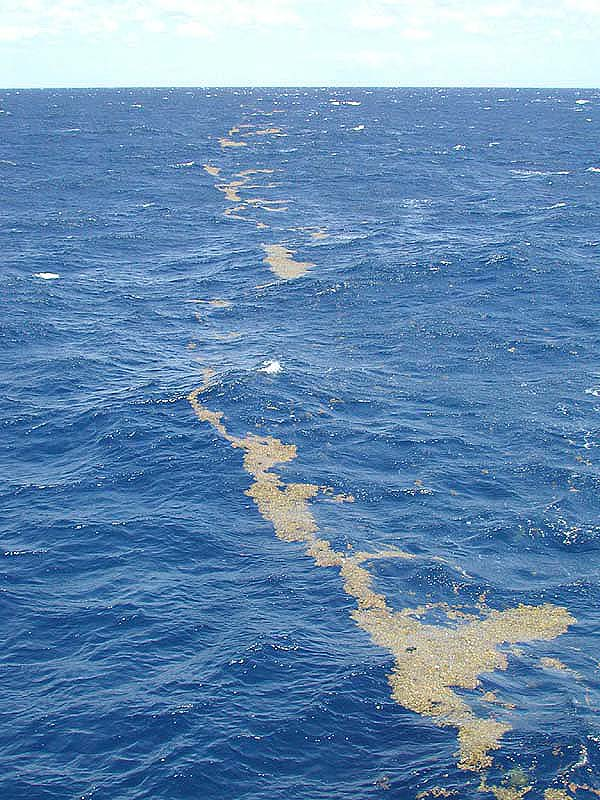
サルガッソーの浮遊藻

ユネスコとIUCNでは５ヶ所の「公海の世界遺産」候補を示している。
- コスタリカ沖の熱ドーム：プレートの境界で見られる熱水噴出孔による海底熱水域。ここでの極限環境微生物（特に化学合成生物群集）は生物学上20世紀最大の発見とされる。
- ホワイトシャーク・カフェ（英語版）：太平洋におけるホホジロザメの最大生息域。
- サルガッソ海：流れ藻による生物多様性の海域。
- ロストシティ熱水フィールド（英語版）：2000年に発見された巨大なチムニー群で、生命の起源の場所とする説がある。
- アトランティス・バンク：インド洋に沈む化石の島[7]。なおこの名称は伝説のアトランティス大陸に由来するが、アトランティス推定地（英語版）にインド洋は含まれていない。

## 南極
南極条約によりどこの国にも帰属しない南極大陸でも、南極の海洋生物資源の保存に関する委員会（CCAMLR）が南極の湾などにおいて長らく海洋保護区制定を主張しており、ロス海の海洋保護区化が決まった。
このほか南極ではスカルブスネスなど海中の生態系を保護する体制づくりを研究者が求めており、公海の世界遺産化は有望視されている。
一方でオーストラリアは南極大陸の世界遺産化を独自に模索している。

## その他の公海
国際科学会議（ICSU）の海洋研究科学委員会（SCOR）が9°ノースを候補地に推しているほか、前述の熱水噴出孔に対しての冷水湧出帯の生物群集や、民間の海洋調査団体CEDAM Internationalが「世界七大水中景観」の一つにエクアドル沖の熱水噴出孔を選ぶなど、深海を含む公海への関心が高まっている。

## 公海を通過する可能性
現在、アイルランドが19世紀に敷設された大西洋横断電信ケーブルを暫定リストに掲載させるべく準備している。
現状ではバレンシア島にある陸上の施設や記念碑以外に、カナダのニューファンドランド島側との共同推薦を目指し調整中だが、海底ケーブルそのものを構成資産とした場合、大西洋の海底という公海を通過することになる。

## 課題
1. そもそも世界遺産はユネスコに加盟し世界遺産条約を締結している国家が（条約第31条「この条約はユネスコの加盟国により、それぞれの自国の憲法上の手続きに従って批准または受諾されなければならない」）、自国内で管理可能な（完全性がある）遺産候補を推薦することが前提であるが[14]、公海の遺産候補を誰が推薦するのか？世界遺産条約を改定する必要にも迫られる。2023年3月4日（現地時間）にニューヨークの国連本部で開催された国連海洋法条約政府間会合において、公海に生物保護区を設定する「BBNJ」（国家管轄権外区域海洋の生物多様性協定）を制定することが合意[15]。その後、80ヶ国が批准したことにより、効力が発生し法的保護が得られるようになったことをうけ、ユネスコは公海の世界遺産に関する研究を本格始動することとした[16]。
2. 世界遺産委員会での本審査前に、諮問機関による現地調査が行われるが、深海など調査員が簡単にはたどり着けない場所への視察方法とその費用負担先の問題。